# Jean-Claude Daniel
Pour les articles homonymes, voir Daniel.
Jean-Claude Daniel, né le 29 juin 1942 à Lorient, est un homme politique français.

## Détail des fonctions et des mandats
- 12 juin 1997 - 18 juin 2002 : Député de la 1re circonscription de la Haute-Marne